# Alejandra Gil Llima
Alejandra Gil Llima és una magistrada espanyola que va ingressar a la carrera judicial per oposició l'any 1999. El seu primer destí va ser al Jutjat de Primera Instància número 5 de Sant Feliu de Llobregat. Posteriorment, va ser titular del Jutjat de Primera Instància número 5 de l'Hospitalet de Llobregat i del Jutjat de Primera Instància número 43 de Barcelona. Al març de 2017, es va incorporar al Jutjat d'Instrucció número 10 de Barcelona.
El novembre de 2018, el Consell General del Poder Judicial (CGPJ) la va designar com a nova titular del Jutjat d'Instrucció número 13 de Barcelona, en substitució del jutge Juan Antonio Ramírez Sunyer, que havia mort recentment. Aquest jutjat és conegut per instruir la causa relacionada amb els preparatius del Referèndum de l'1 d'octubre del 2017. En el seu paper com a instructora d'aquesta causa, la magistrada Gil va processar una trentena de persones, incloent-hi diversos empresaris i alts càrrecs, pels preparatius del referèndum. També va imposar fiances solidàries a alguns dels processats.
A més de la seva tasca en aquesta causa, la jutgessa Gil ha rebutjat intents de la fiscalia per processar alguns dels investigats per delictes d'organització criminal, considerant que no hi havia prou indicis per a aquestes imputacions.
El 24 de gener de 2025, saltant-se la llei d’amnistia, va decidir enviar a judici 40 excàrrecs del Govern per l'1-O.